# J to tha L–O! The Remixes
J to tha L–O! The Remixes är ett remixalbum av den amerikanska skådespelaren och sångaren Jennifer Lopez. Den gavs ut den 5 februari 2002 av Epic Records. Skivan innehåller remixer från hennes första två studioalbum On the 6 (1999) och J.Lo (2001). Gästartister på J to tha L-O! The Remixes inkluderade P. Diddy, Fat Joe, Styles P och Nas och albumet innehöll ovanliga dans och hiphop-remixer från tidigare singlar. Skivan blev hennes andra med ett Parental Advisory-märke.
Albumet mottog blandad kritik från musikjournalister men gick in på förstaplatsen på amerikanska albumlistan Billboard 200 med en försäljning på 156 000 exemplar. Skivan blev det första remixalbumet i historien att debutera på förstaplatsen och blev Lopez andra albumetta i karriären. Projektets huvudsingel, "Ain't It Funny (Murder Remix)", gästades av Ja Rule och nådde förstaplatsen på Billboard Hot 100. Albumet genererade ytterligare en topp-tio hit, "I'm Gonna Be Alright (Track Masters Remix)". Singeln "Alive" misslyckades dessvärre att ta sig in på amerikanska singellistan. J to tha L-O! The Remixes kom att rankas på tredjeplatsen bland världens bäst säljande remixalbum, efter Michael Jackson och Madonnas remixskivor. Fram till 2013 hade projektet sålts i 1,5 miljoner exemplar i USA.

## Bakgrund och utveckling
"Alla var där och Ja (Rule) låg på golvet och spelade videospel och de hade musiken spelandes i bakgrunden. Chris Gotti, Irv Gottis bror, sa: 'Ja ska egentligen skriva den här låten åt J.Lo men det verkar inte som han tänker göra något ikväll. Vill du prova och se vad som händer?' Så det var precis vad jag gjorde."
Jennifer Lopez andra studioalbum, J.Lo (2001), debuterade på förstaplatsen på amerikanska Billboard 200 och fortsatte att sälja bra efter en framgångsrik återutgåva den 24 juli 2001. Efter succén med J.Lo meddelade Lopez och Epic Records att de hade planer på en remixversion av skivan. Den 18 december rapporterade MTV News att Lopez samarbetat med Ja Rule (som var gästartist på hennes "I'm Real (Murder Remix)" som toppade singellistan Billboard Hot 100) och flera andra artister på en ny version av skivan som skulle släppas i februari 2002. Det meddelades också att Lopez skulle omarbeta sin tidigare singel "Ain't It Funny" till en Murder Remix som skulle gästas av Ja Rule. Nykomlingen Ashanti skrev majoriteten av låtens textverser och demade den nya versionen av "Ain't It Funny" för Lopez. I en intervju berättade Ashanti: "Jag ringdes upp av Gotti i Los Angeles. Han frågade om jag kunde skriva låttexten [...] Jag fick göra det över telefonen och ge honom låttexten på det viset." Hennes sång inkluderades på låten som bakgrundssång.

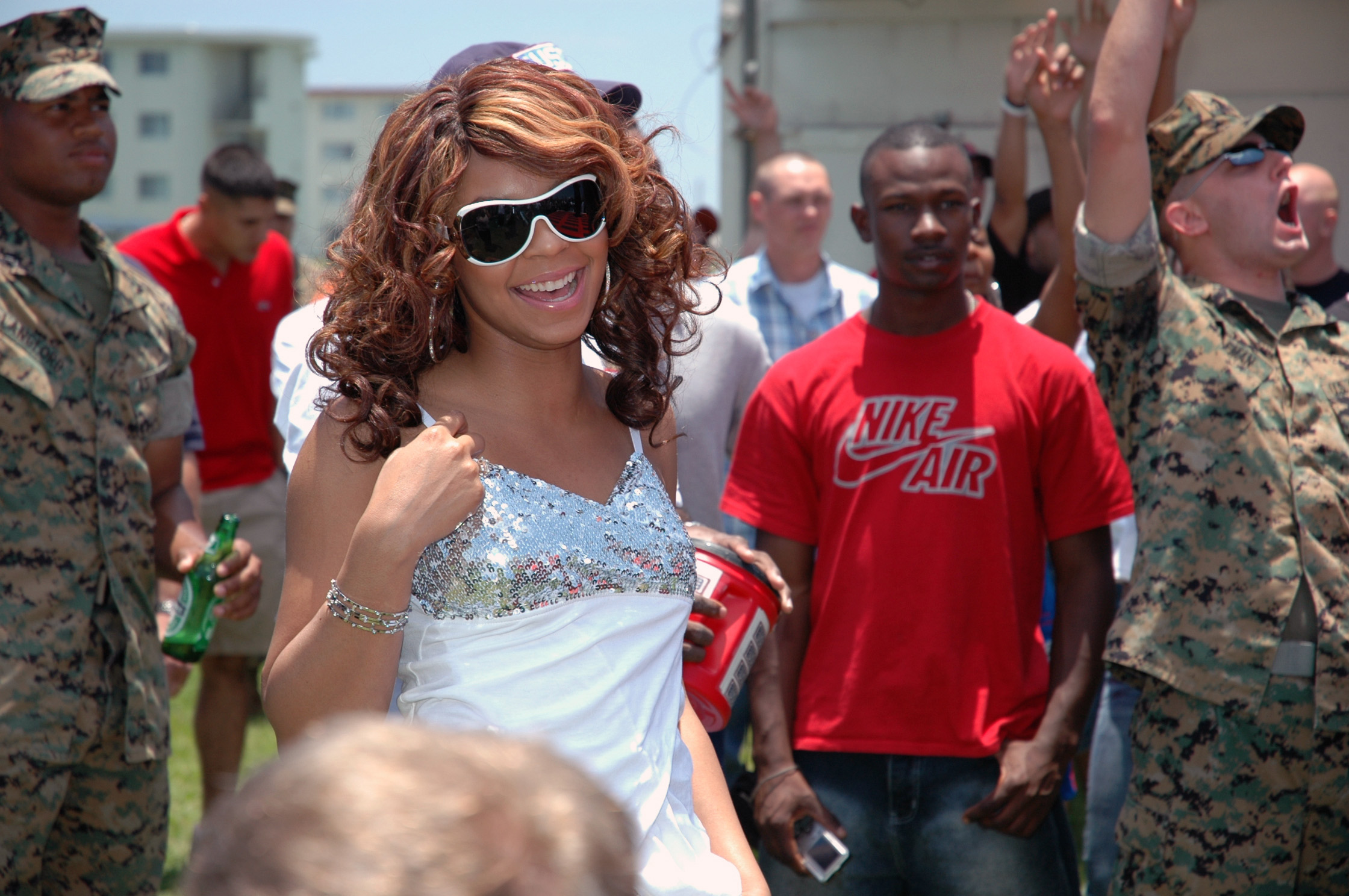
Ashanti (på bilden) skrev delar av "I'm Real (Murder Remix)".

Den 18 januari 2002 bekräftade Epic att en live DVD och ett remixalbum med Lopez skulle släppas inom kort. Lopez ex-pojkvän Sean Combs producerade och gästade en omarbetad version av "Feelin' So Good". "Alive", skriven av Lopez och hennes dåvarande make Cris Judd, skapades till hennes thriller-film En kvinnas hämnd (2002) och blev den enda helt nya låten till albumet. Duon Track Masters producerade en remix till "I'm Gonna Be Alright" som tidigare var albumspår på J.Lo. Vid utgivningen av J to tha L-O!: The Remixes fanns två versioner av låten, på den nordamerikanska utgåvan gästades låten av 50 cent medan den europeiska versioner saknade rapverser. Den officiella singelversionen gästades av Nas likaså när låten inkluderades på det amerikanska samlingsalbumet Now That's What I Call Music! 10. Pablo Flores omarbetade "Let's Get Loud" med mera laddade danstakter och Hex Hectors house-version av "Waiting For Tonight" inkluderades också.

## Singlar
J to tha L-O! The Remixes genererade tre singlar varav två som hade kommersiella framgångar. Huvudsingeln från projektet var "Ain't It Funny (Murder Remix)" som släpptes den 11 mars 2002. Singeln toppade amerikanska Billboard Hot 100 och blev både Lopez Ja Rules tredje listetta. Den höll förstaplatsen i sex veckor. Originalversionen av "I'm Gonna Be Alright (Track Masters Remix)" hade tidigare inkluderats på hennes J.Lo-album och gavs officiellt ut som skivans andra singel den 1 juli 2002. Låten nådde tiondeplatsen på Billboard Hot 100. "I'm Gonna Be Alright" tillbringade sammanlagt 22 veckor på listan.
"Alive" gavs ut som skivans tredje och sista singel. Den hade en begränsad utgivning och misslyckades därför att ta sig in på Billboard Hot 100. Trots detta lyckades den att ta sig in på förgreningslistan Hot Dance Club Play där den nådde andraplatsen. Lopez framförde låten live på The Oprah Winfrey Show. Samma år tilldelades hon en Billboard Latin Music Award i kategorin "Best-Selling Latin Dance Single of the Year" hjälpt av remixversionen Thunderpuss Club Mix. Metro remixen av "Walking on Sunshine" hade en del radiospelningar i Mexiko och andra delar av Latinamerika.

## Mottagande

### Kritikers respons
I sin recension av skivan var Dele Fadele från NME positiv och skrev: "Jennifer Lopez är sannerligen inte någon Salvador Dalí men hon förblir en fullbordad popartist i dagens mått [...] Hon kommer inte nödvändigtvis att vinna några priser för sången men hennes omfång är perfekt till denna samling av dansmusik i upptempo (med en obligatorisk powerballad som 'Alive'). Cyniker kanske tolkar samarbetena med Ja Rule, Fat Joe och Trackmasters som ett sätt att få lite hiphop-glans men Lopez har följt det spåret en tid nu. En bit in på skivan där latino och house möts och man får höra spanskskpråkiga versioner av tidigare hits blir det klart att agendan till största delen är att ha kul. Dansa, ok?"
David Browne från Entertainment Weekly var negativ till skivan i sin recension och skrev: "Saker man tänker på när man lyssnar på denna utdragna, förstockade produkt: (1) Alla rappare som florerar på popsinglarna hjälper verkligen Lopez eftersom du hör mindre av henne; (2) för att vara danslåtar så är dessa remixer förvånansvärt slappa; (3) den sista låten, en sirapsballad som heter 'Alive' och skrevs med hennes nya make, är varken 'alive' eller en remix; (4) om du lyssnar på detta tillräckligt länge så kan du faktiskt nästan luras att tro att Lopez' röst är passionerad; (5) med punkt 4 i åtanke så kan detta album vara det mest lömska någonsin skapat." Eric Danton från Hartford Courant beskrev skivans titel som "löjlig" men kallad musiken en förbättring. En recensent från Boston Herald skrev: "Likt ett mini-greatest hits album så eliminerar J to Tha Lo all utfyllnad från både On the 6 and J.Lo. Den förvandlar också den knappt-kompetenta sångaren till en partypingla. "The Remixes" ger dig faktiskt de alternativa hitversionerna av låtar som "Ain't it Funny" och "I'm Real" som du sett på MTV."

### Kommersiell prestation
J to tha L–O! The Remixes blev det första remixalbumet att debutera på förstaplatsen på amerikanska albumlistan Billboard 200 och blev ett av de bäst säljande remixalbumen i USA. Skivan knuffade ner Alan Jacksons Drive som dessförinnan tillbringat tre veckor i rad på förstaplatsen. År 2004 inkluderades albumet i Guinness rekordbok som det framgångsrikaste remixalbumet. I sin andra vecka på topplistan föll skivan till tredjeplatsen med en försäljning på 134 000 exemplar, samtidigt som projektets huvudsingel, "Ain't It Funny (Murder Remix)", noterades på tredjeplatsen på Billboard Hot 100. I tredje veckan återvände J to tha L–O! The Remixes till toppen av försäljningslistan med en försäljning på 102 000, samtidigt som "Ain't It Funny" nådde förstaplatsen på Hot 100-listan.
J to tha L-O: The Remixes såldes i 624.000 exemplar första månaden efter utgivningen och tillbringade en månad över topp-tio på Billboard 200. Fram till 2011 hade skivan sålts i 1,5 miljoner exemplar i USA och 4 miljoner exemplar internationellt. Den blev därmed det tredje bäst säljande remixalbumet i världshistorien efter Michael Jacksons Blood on the Dance Floor: HIStory in the Mix och Madonnas You Can Dance. Den förblev det enda remixalbumet att debutera på förstaplatsen i USA i närmare tio år tills Justin Biebers remixalbum debuterade på listan 2011 med en liknande försäljning.

## Låtlista
| Nr           | Titel                                                               | Kompositör | Producent(er)                      | Längd |
| ------------ | ------------------------------------------------------------------- | --- | ---------------------------------- | ----- |
| 1.           | Love Don't Cost a Thing (RJ Schoolyard Mix) (featuring Fat Joe)     | Damon Sharpe, Greg Lawson, Georgette Franklin, Jeremy Monroe, Amille D. Harris, Joesph Cartagena                                              | Richie Jones                       | 4:18  |
| 2.           | Ain't It Funny (Murder Remix) (featuring Ja Rule and Caddillac Tah) | Jennifer Lopez, Cory Rooney, Irving Lorenzo, 7, Ja Rule, Caddillac Tah                                                                        | Irv Gotti, 7, Rooney               | 3:49  |
| 3.           | I'm Gonna Be Alright (Track Masters Remix)                          | Lopez, Rooney, Troy Oliver, Lorraine Cheryl Cook, Ronald LaPread, Jean Claude Olivier, Samuel Barnes                                          | Poke and Tone, Rooney              | 3:20  |
| 4.           | I'm Real (Murder Remix) (featuring Ja Rule)                         | Lopez, Oliver, Rooney, L.E.S., Ja Rule, Lorenzo, Rick James                                                                                   | Irv Gotti, 7                       | 4:18  |
| 5.           | Walking on Sunshine (Metro Remix)                                   | Lopez, Mario "Yellow Man" Winans, Sean "P. Diddy" Combs, Michael "Lo" Jones, Jack Knight, Karen Anderson, Adonis Shropshire, Mechalie Jamison | Mark Taylor, Jeff Taylor           | 5:50  |
| 6.           | If You Had My Love (Darkchild Master Mix)                           | Rodney Jerkins, LaShawn Daniels, Rooney, Fred Jerkins III                                                                                     | Jerkins                            | 4:10  |
| 7.           | Feelin' So Good (Bad Boy Remix) (featuring P. Diddy and G. Dep)     | Rooney, Lopez, Christopher Rios, Cartagena, Combs, Steven Standard                                                                            | Combs, Winans                      | 4:26  |
| 8.           | Let's Get Loud (Pablo Flores Remix)                                 | Gloria Estefan, Kike Santander | Pablo Flores, Emilio Estefan Jr.   | 5:29  |
| 9.           | Play (Sack International Remix)                                     | Anders Bagge, Arnthor Birgisson, Christina Milian, Rooney                                                                                     | Peter Wade Keusch, Alec Deruggiero | 4:18  |
| 10.          | Waiting for Tonight (Momentous Radio Mix)                           | Maria Christensen, Michael Garvin, Phil Temple                                                                                                | Hex Hector                         | 4:32  |
| 11.          | Alive (från filmen En kvinnas hämnd)                                | Lopez, Cris Judd, Rooney | Rooney, Dan Shea                   | 4:40  |
| Total längd: | Total längd:                                                        | Total längd: | Total längd:                       | 49:10 |

## Topplistor
| Lista (2002)                           | Topplacering |
| -------------------------------------- | ------------ |
| Australien (ARIA)                      | 11           |
| Belgien (Ultratop 50 Flandern)         | 8            |
| Belgien (Ultratop 40 Vallonien)        | 9            |
| Nederländerna (MegaCharts)             | 1            |
| European Top 100 Albums                | 6            |
| Frankrike (SNEP)                       | 14           |
| Tyskland (Media Control AG)            | 5            |
| Irland (IRMA)                          | 6            |
| Japan (Oricon)                         | 44           |
| Nya Zeeland (RIANZ)                    | 3            |
| Polen (ZPAV)                           | 16           |
| Sverige (Sverigetopplistan)            | 39           |
| Schweiz (Schweizer Hitparade)          | 14           |
| Storbritannien (UK Albums Chart)       | 4            |
| USA Billboard 200                      | 1            |
| USA Top R&B/Hip-Hop Albums (Billboard) | 1            |

| Lista (2002)                    | Topplacering |
| ------------------------------- | ------------ |
| Australien Urban Albums (ARIA)  | 11           |
| Belgien (Ultratop 50 Flandern)  | 48           |
| Belgien (Ultratop 40 Vallonien) | 72           |
| Schweiz (Schweizer Hitparade)   | 98           |
| USA Billboard 200               | 49           |

## Certifikat
| Region               | Certifikat |
| -------------------- | ---------- |
| Australien (ARIA)    | Guld       |
| Kanada (CRIA)        | Platina    |
| Frankrike (SNEP)     | Guld       |
| Nederländerna (NVPI) | Guld       |
| Nya Zeeland (RIANZ)  | Guld       |
| Storbritannien (BPI) | Platina    |
| USA (RIAA)           | Platina    |